# 莫奈基金會
莫奈基金会（法語：Fondation Claude Monet）是一个负责维护法国画家克洛德·莫奈故居和花园的基金会，位于法国一个叫吉维尼的小镇。莫奈在1883年搬到吉维尼居住，直至1926年逝世。2010年莫奈故居游客人数达到53万，成为诺曼底大区最受欢迎的旅游景点之一，仅次于聖米歇爾山。

## 引用
1. ↑  Secrets d'histoire, « Claude Monet: jardins secrets à Giverny », Broadcast on France 2, 30 August 2011